# 에가와 유세이
에가와 유세이(일본어: 江川 湧清, 2000년 10월 24일~)는 일본의 축구 선수이다.

## 구단 경력
그는 2019년 J2리그의 V-파렌 나가사키에 입단했다. 2022년까지 79경기에 출전하여, 3득점을 넣었다. 2023년 J1리그의 감바 오사카로 이적했다. 2024년에 천황배 준우승.